# Uyghur Human Rights Project
Uyghur Human Rights Project (Ujgurský projekt lidských práv, čínsky: 维吾尔人权项目, ujgursky: ئۇيغۇر كىشىلىك ھوقۇق قۇرۇلۇشى; zkráceně UHRP) je výzkumná organizace zaměřená na obhajobu práv se sídlem ve Washingtonu, D. C., která prosazuje lidská práva Ujgurů. Podle UHRP je jejím hlavním cílem "prosazování lidských práv a demokracie pro Ujgury a další obyvatele Východního Turkestánu". Vzhledem k obtížnému získávání přesných a aktuálních informací v Číně, UHRP spolupracuje s dalšími organizacemi, které se zaměřují konkrétně na krizi Ujgurů. UHRP také pořádá akce, jako jsou panely odborníků, na nichž se diskutuje o krizi, které Ujguři čelí.

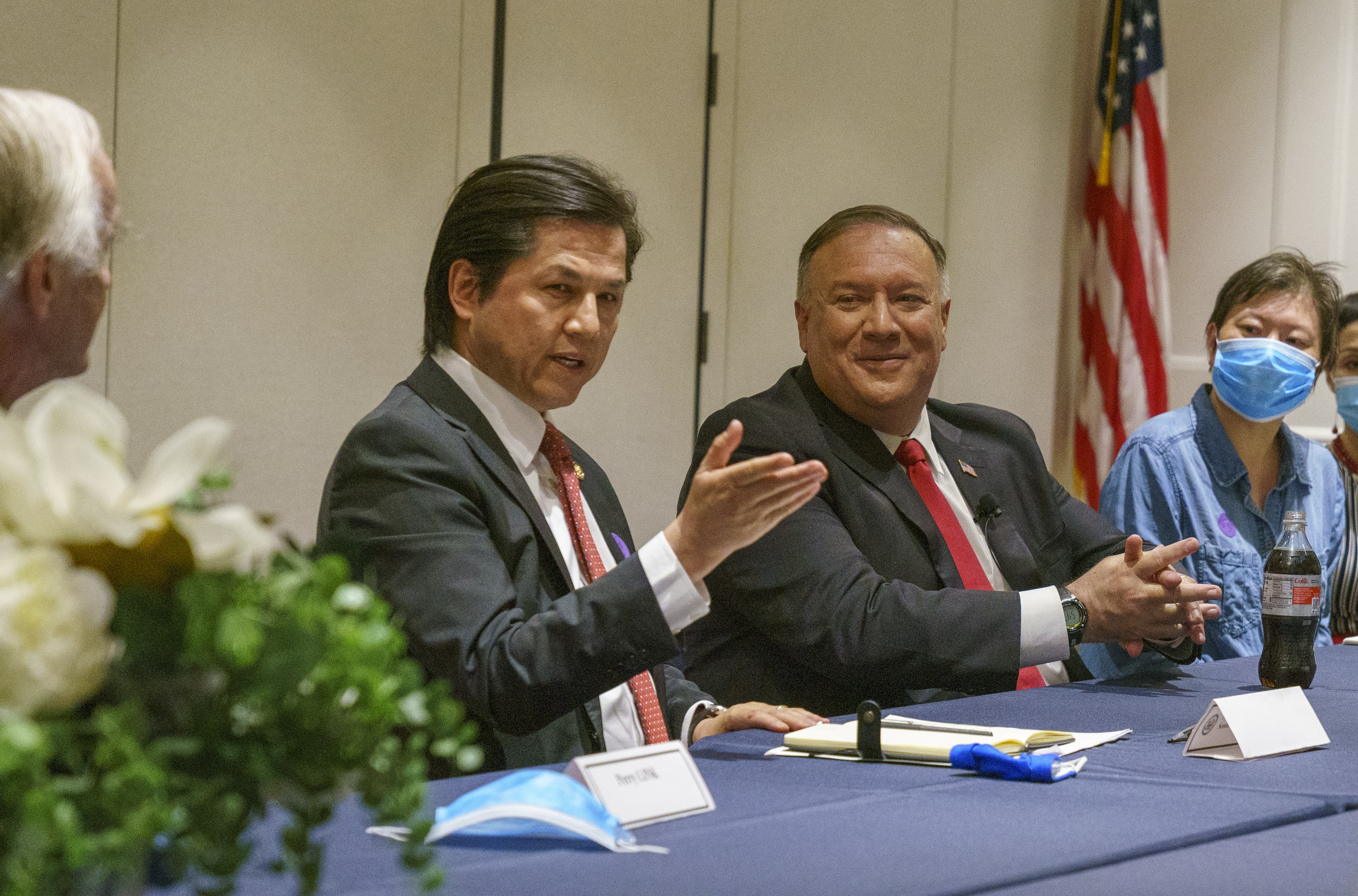
Bývalý ministr zahraničí USA Mike Pompeo a Nury Turkel

## Historie
Uyghur Human Rights Project založila Uyghur American Association v roce 2004.  Projekt byl podpořen grantem od National Endowment for Democracy a v roce 2016 se stal neziskovou organizací osvobozenou od daní. UHRP má osm zaměstnanců na plný úvazek. Od roku 2018 je výkonným ředitelem organizace Omer Kanat, který předtím působil v letech 2006-2017 jako viceprezident Světového ujgurského kongresu (WUC) a od roku 2017 je předsedou jeho výkonného výboru.
Spoluzakladatelem UHRP je americký ujgurský právník a expert na zahraniční politiku Nury Turkel, který působí jako předseda správní rady. Předsedkyně Sněmovny reprezentantů USA Nancy Pelosiová ho jmenovala do Komise USA pro mezinárodní náboženskou svobodu (2019-2022).
Uyghur Human Rights Project se v září 2020 připojil k padesáti dalším organizacím a odborníkům, které vyzvaly Radu OSN pro lidská práva, aby jmenovala vyšetřovací komisi, která by se zabývala krutými zločiny ČLR proti Ujgurům a dalším turkickým muslimským národům. UHRP se snaží být hlasem Ujgurů ve Východním Turkestánu i v zahraničí. Poskytuje Ujgurům platformu, aby byli slyšet na mezinárodní úrovni; pomáhá členům diaspory provádět výzkum s využitím ověřených zdrojů; podporuje nové generace ujgurských obránců lidských práv; podporuje přeživší, rodinné příslušníky obětí a uprchlíky, aby našli bezpečné útočiště a vydali svědectví.
UHRP obdržela v roce 2019 cenu Liu Xiaobo Conscience Award a v roce 2021 cenu Visual Artists Guild Champion of Freedom of Speech Award.

#### Nominace na Nobelovu cenu míru
V únoru 2022 napsali dva američtí zákonodárci Tom Suozzi z New Yorku a Chris Smith z New Jersey dopis norskému Nobelovu výboru, v němž uvedli, že Uyghur Human Rights Project (UHRP) a Campaign for Uyghurs významně přispěly k budování bratrství mezi národy a podpoře míru tím, že hájí lidská práva Ujgurů, Kazachů a dalších převážně muslimských etnických menšin, na které Komunistická strana Číny (KS Číny) provádí genocidu a další zločiny proti lidskosti. Oba zákonodárci zdůraznili závažnost zneužívání, které zahrnuje zdokumentované případy masového zadržování, sexuálního násilí, mučení, nucených prací, nucených potratů a sterilizace ujgurských muslimů. Rushan Abbas nominaci přivítala a uvedla:  "Bez ohledu na výsledek nominace je skutečnost, že se o ujgurské otázce bude jednat spolu s nominací na Nobelovu cenu míru, velkým vítězstvím ujgurského hnutí."

## Zprávy
Organizace v souladu s mezinárodními standardy lidských práv od roku 2004 vydala více než 80 zpráv a kolem 400 stanovisek a tiskových sdělení v angličtině a čínštině na obranu občanských, politických, sociálních, kulturních a ekonomických práv Ujgurů.
V červenci 2020 vydala UHRP zprávu 'Nejšťastnější muslimové na světě' Dezinformace, propaganda a Ujgurská krize. Tato zpráva analyzuje čínské mediální zdroje v angličtině zaměřené na zahraniční publikum s cílem prozkoumat strategie Čínské komunistické strany v oblasti komunikace o krizi lidských práv Ujgurů.
UHRP publikovala zprávy o politice Čínské komunistické strany týkající se všech aspektů ujgurských lidských práv, včetně kulturních práv, jako například "Kashgar Coerced: Nucená rekonstrukce, vykořisťování a dohled v kolébce ujgurské kultury". Kašgarské staré město s tisíciletou tradicí, které považují Ujgurové za kolébku své kultury, se čínská vláda rozhodla již roku 2009 z 85 % zbourat pod záminkou modernizace. Když město roku 2010 navštívil reportér Joshua Hammer, bylo již z větší části zničeno a rudý transparent oznamoval, že čtvrť bude obnovena s "opravdovou péčí komunistické strany a vlády". "Přestavba, zneužití a dohled nad Kašgarem se vzájemně posilují a vytvářejí nový druh totalitního 'chytrého města' optimalizovaného pro etnickou represi," uvádí se ve zprávě UHRP.
Rozsáhlá zpráva "Extrakce kulturních zdrojů: vykořisťování a kriminalizace ujgurského kulturního dědictví" z roku 2018 se zabývá historií čínské vládní kontroly ujgurských kulturních projevů. Tím, jak se asimilační politika vlády zintenzivňuje, Ujgurská kultura se mění v nic víc než v symbolickou rozmanitost oděvů a tanců, kterou shora vynucují úřady. Tato kampaň má podobu nátlaku na Ujgury, aby veřejně vystupovali s moderními tanci, zpívali komunistické "rudé písně", nosili pseudotradiční čínské roucho hanfu a oslavovali čínský Nový rok.